# MetrôRio
A MetrôRio é uma empresa privada brasileira com sede no Rio de Janeiro, sendo uma concessionária responsável pela operação da Linha 1, da Linha 2 e da Linha 4 do Metrô do Rio de Janeiro.
Entre setembro de 2011 e dezembro de 2016, o presidente da MetrôRio foi Flávio Medrano de Almada, ex-presidente da Barcas S.A., empresa responsável pela operação do sistema de barcas de passageiros da Baía de Guanabara. Desde dezembro de 2016, a companhia passou a ser presidida por Guilherme Walder Mora Ramalho, ex-ministro da Secretaria de Aviação Civil.

## História
Inicialmente construídas e operadas pelo governo estadual através da extinta Companhia do Metropolitano do Rio de Janeiro, fundada em 14 de novembro de 1968, por meio da lei estadual n.° 1.736, a operação e manutenção das linhas 1 e 2 do Metrô foi concedida em 9 de dezembro de 1997 à iniciativa privada, vencendo a empresa hoje batizada de MetrôRio. O controle de fato passou para a companhia em abril do ano seguinte.
Pelo contrato, a empresa seria responsável por operar o sistema e realizar a sua manutenção, enquanto a expansão da rede continuaria responsabilidade do estado, através da estatal Rio Trilhos, num contrato de 20 anos. Em dezembro de 2007, contudo, após metade desse período o governo estadual reeditou o instrumento, aumentando a concessão por mais 20 anos. Em contrapartida a MetrôRio teve de realizar um pacote de investimentos de cerca de 1,5 bilhão de reais.
Um ano depois, em dezembro de 2008, a MetrôRio mudou de mãos. Os acionistas principais à época, Citigroup Venture Capital (CVC), Investidores Institucionais Fundo de Investimento em Participações (IIFIP) e Fundação Vale do Rio Doce de Seguridade Social (Valia) venderam por 1 bilhão de reais o controle da concessão para a Invepar, consórcio formado pela construtora OAS e pelos fundos de pensão dos funcionários do Banco do Brasil (Previ), da Caixa Econômica Federal (Funcef) e da Petrobras (Petros).
Em 9 de novembro de 2021, foi anunciada a venda da empresa para a HMOBI Participações S.A., controlado pelos fundos de pensão dos funcionários do Banco do Brasil (Previ), da Caixa Econômica Federal (Funcef) e da Petrobras (Petros) e pelo fundo de investimentos emirático Mubadala.